# آلیوشا کملین
آلیوشا کملین (انگلیسی: Aljoscha Kemlein؛ زادهٔ ۲ اوت ۲۰۰۴) بازیکن فوتبال اهل آلمان است که در حال حاضر به صورت قرضی از یونیون برلین برای باشگاه فوتبال سن پائولی بازی می‌کند.

## دوران ملی
وی همچنین در تیم‌های ملی فوتبال جوانان آلمان و زیر ۲۰ سال آلمان بازی کرده‌است.

## دوران باشگاهی
در ۱ سپتامبر ۲۰۲۲، او اولین قرارداد حرفه ای خود را با یونیون برلین امضا کرد. او اولین بازی بزرگسالان و حرفه ای خود را با باشگاه فوتبال یونیون برلین به عنوان یک تعویض دیرهنگام در برد ۴–۱ بوندس‌لیگا مقابل باشگاه فوتبال ماینتس ۰۵ در ۲۰ اوت ۲۰۲۳ انجام داد.
در ۷ ژانویه ۲۰۲۴، یونیون برلین، کملین را به صورت قرضی تا پایان فصل به باشگاه فوتبال سن پائولی در بوندس‌لیگا ۲ فرستاد.